# Касим ібн Мухаммад ібн Абу Бакр
аль-Касим ібн Мухаммад ібн Абу Бакр (араб. القاسم بن محمد بن أبي بكر; 653—725) — ісламський богослов, 4-й шейх накшбандійского таріката. Онук праведного халіфа Абу-Бакра.

## Життєпис
Касим ібн Мухаммад народився в четвер місяця рамадан 653 року. Він вів аскетичний спосіб життя і був одним з семи відомих в Медині законоведів, завдяки яким були поширені основи шаріатських наук. У накшбандійского тариката він був наступником Сальман аль-Фарісі і четвертим шейхом цього таріката.
Касим ібн Мухаммад передав безліч хадисів пророка Мухаммеда, зафіксованих в шести збірниках хадисів. За словами Маліка ібн Анаса Касим був «одним з найбільших знавців шаріатського законодавства (фукаха)».

## Цитаты Касима ибн Мухаммада
Неграмотна (джагілія), але виконуюча всі фарди (обов'язки) людина краще, ніж та, хто має знання, але не передає їх іншим.